# Cassaigne
Cassaigne (gaskognisch Cassanha) ist eine französische Gemeinde mit 227 Einwohnern (Stand 1. Januar 2022) im Département Gers in der Region Okzitanien (bis 2015 Midi-Pyrénées); sie gehört zum Arrondissement Condom und zum Gemeindeverband La Ténarèze. Die Bewohner nennen sich Cassaignais/Cassaignaises.

## Geografie
Cassaigne liegt rund 35 Kilometer nordwestlich von Auch im Norden des Départements Gers. Die Gemeinde besteht aus zahlreichen Streusiedlungen und Einzelgehöften. Es gibt zahlreiche Weinberge.
Nachbargemeinden sind Larressingle im Norden, Condom im Nordosten, Valence-sur-Baïse im Südosten und Süden sowie Mouchan im Westen.

## Geschichte
Im Mittelalter lag Cassaigne in der Grafschaft Vic-Fezensac innerhalb der Region Armagnac in der historischen Landschaft Gascogne und teilte deren Schicksal. Cassaigne gehörte von 1793 bis 1801 zum Kanton Valence und zum District Condom. Seit 1801 ist Cassaigne dem Arrondissement Condom zugeteilt und gehörte von 1801 bis 2015 zum Wahlkreis (Kanton) Condom. Die Gemeinde Cassaigne gibt es im heutigen Umfang erst seit 1837. Damals vereinigten sich die Gemeinden Cassaigne (1831: 380 Einwohner) und Flarembel (1831: 145 Einwohner) zur heutigen Gemeinde.

## Bevölkerungsentwicklung
| Jahr                       | 1962 | 1968 | 1975 | 1982 | 1990 | 1999 | 2006 | 2011 | 2020 |
| Einwohner                  | 210  | 202  | 172  | 169  | 201  | 186  | 190  | 226  | 232  |
| Quellen: Cassini und INSEE |      |      |      |      |      |      |      |      |      |

## Sehenswürdigkeiten
- Schloss Cassaigne
- Schloss Léberon
- Kirche Mariä Geburt
- eisernes Kreuz auf dem Kirchplatz
- steinernes Kreuz an der Kirche
- zwei Wegkreuze
- Denkmal für die Gefallenen[4]

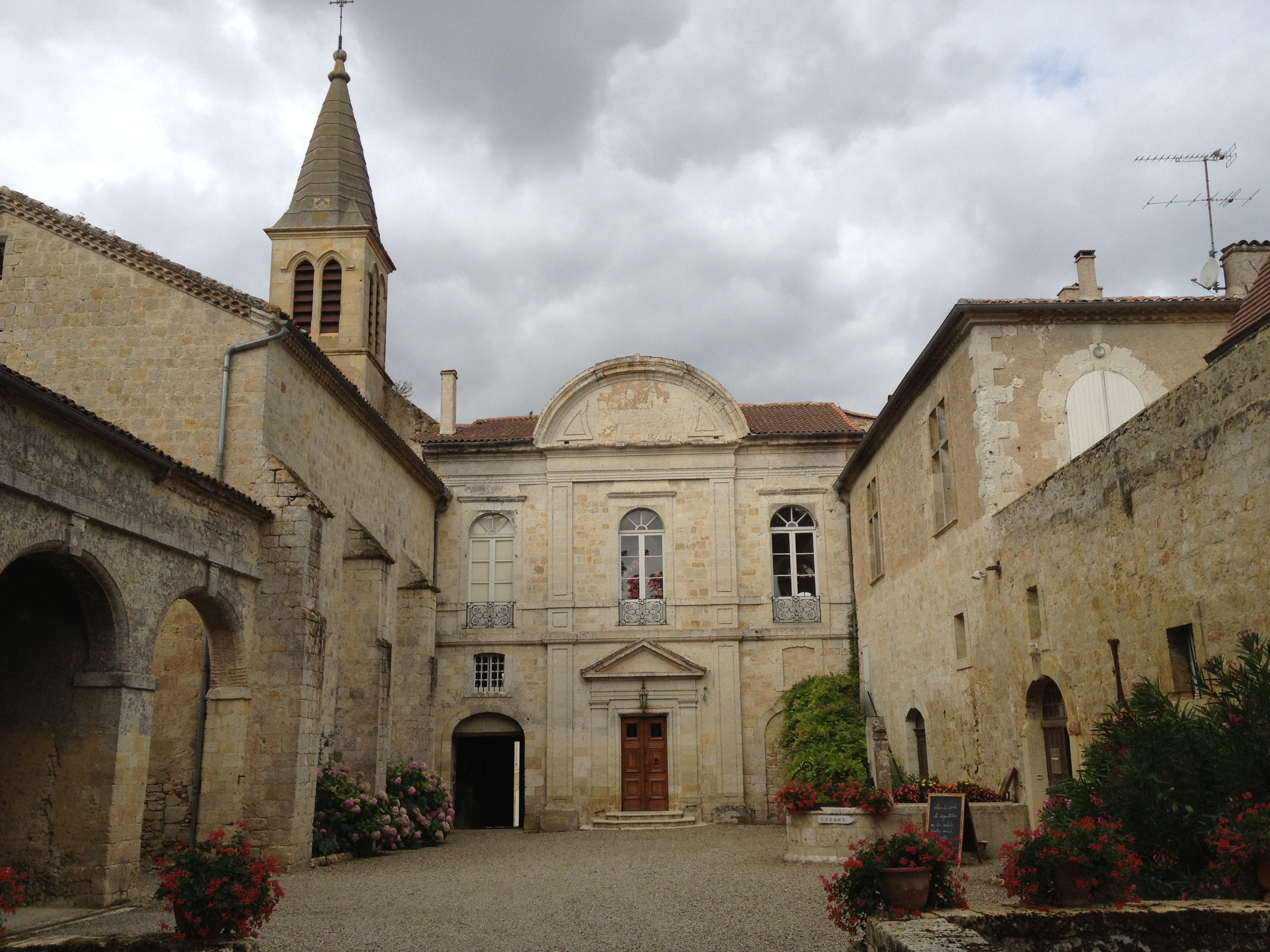
Kirche Mariä Geburt und Schloss Cassaigne
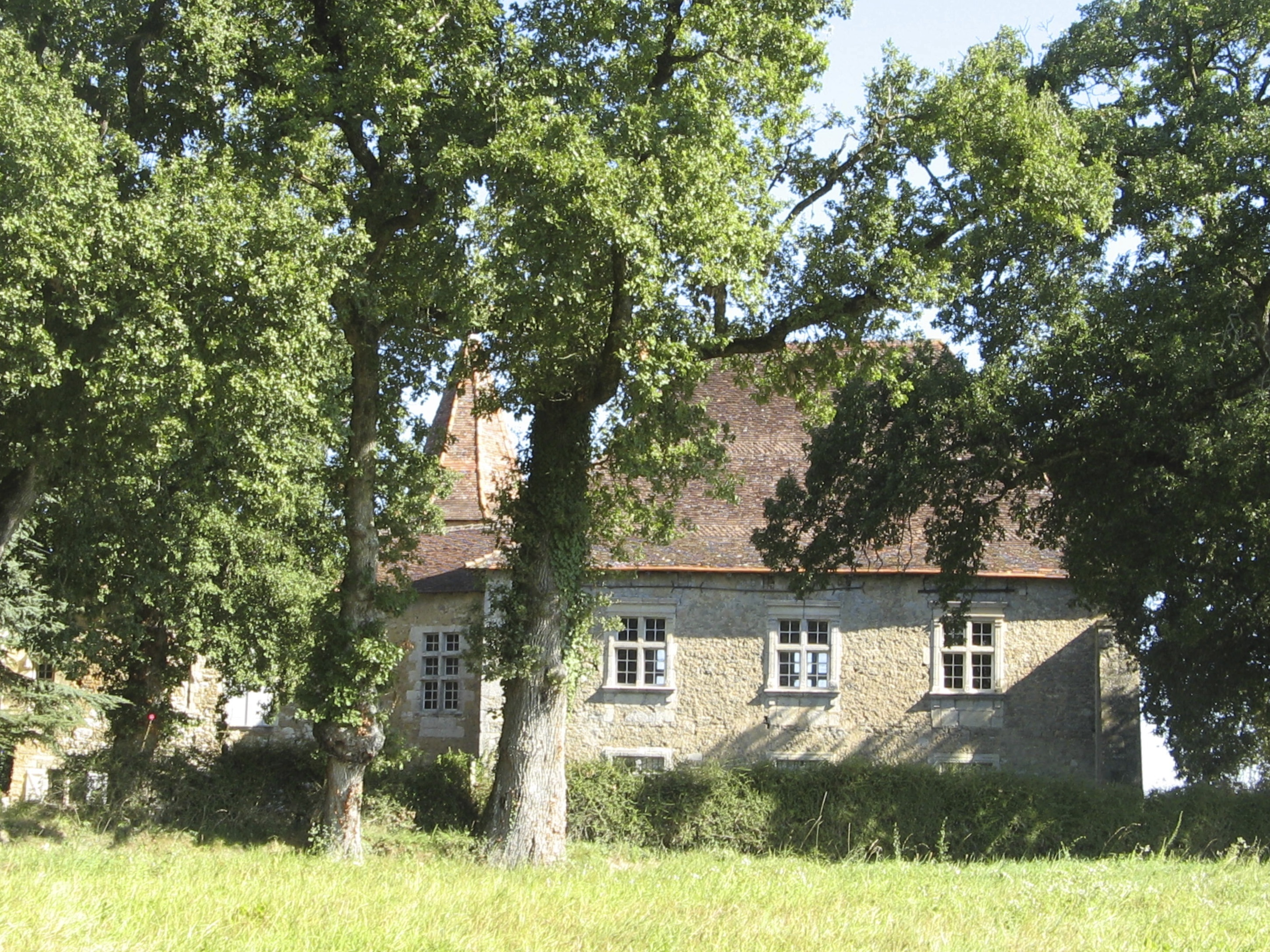
Schloss Léberon